# Helmut Coper
Helmut Coper (* 30. Dezember 1925 in Frankfurt am Main; † 30. August 2013 in Berlin) war ein deutscher Mediziner, Gründungsstudent und erster AStA-Vorsitzender der Freien Universität Berlin sowie Direktor des ersten Instituts für Neuropharmakologie in Deutschland.

## Leben
Coper besuchte ab 1931 die Volksschule in Berlin-Moabit und von 1935 an das Luisen-Gymnasium. 1938 wurde er als Halbjude von der Schule gewiesen. 1944 bis 1945 leistete er Zwangsarbeit in einem Lager der Organisation Todt. Am 6. Januar 1946 erlangte er das erste Abitur nach dem Krieg in Berlin (Prüfer: Paul Wandel) zusammen mit Horst Hartwich, Elisabeth Brandt (Zapfe), Gerhard Löwenthal und Herbert Kundler.
1946 wurde er als Opfer des Faschismus (OdF) zusammen mit Stanislaw Karol Kubicki bevorzugt zum Studium zugelassen. Am 1. Mai gehörte er zu den Unterzeichnern einer Unterschriftenliste gegen die Anbringung des SED-Emblems an der Berliner Friedrich-Wilhelms-Universität (den Namen Humboldt-Universität zu Berlin erhielt die traditionsreiche Universität erst 1949). Die Studenten wurden zur Zentralverwaltung für Volksbildung in die Wilhelmstraße zitiert, wo ihnen der bekannte Physiker Robert Rompe eine „Standpauke“ hielt und sie anschließend nach Hause schickte.
1947 leistete Coper sein Vorphysikum ab. 1948 wurde er Mitarbeiter der unter amerikanischer Lizenz herausgegebenen Studentenzeitschrift Colloquium (Student und kulturelles Leben, Der Weg des offenen Wortes, …). Nach der Protestversammlung der Studenten im Esplanade unterstützte die amerikanische Militärregierung die Gründung der Freien Universität Berlin (FU). Die Leitung der Zulassungsprüfung übernahmen Hans Freiherr Kress von Kressenstein und Helmut Coper.
Coper setzte sich für die Beteiligung der Studentenschaft an der akademischen Selbstverwaltung ein, die – zum ersten Mal in der deutschen Universitätsgeschichte – in die am 4. November von der Stadtverordnetenversammlung von Groß-Berlin genehmigte Satzung aufgenommen wurde: Die Studentenschaft erhielt Sitz und Stimme in allen Organen der Universität. Am 5. November wurde Coper durch einen Münzenwurf der zweite immatrikulierte Student der Freien Universität (vor ihm: Karol Kubicki).
Zu den Verhältnissen der ersten Semester: „Wir Studenten halfen alle mit: Wir schleppten selbst Tische und Stühle in die noch leeren späteren Seminarräume, wir bekamen Geld- und Möbelspenden von West-Berliner Bürgern, die die Neugründung befürworteten, und wir standen vor einer Reihe von logistischen Aufgaben. Die meisten medizinischen Vorlesungen und Seminare fanden im Krankenhaus Westend statt, aber unsere Dermatologie-Vorlesung war in Neukölln – also organisierten wir uns eine ,eigene‘ Straßenbahn, die von Westend nach Neukölln fuhr.“ Für die Vorlesungen zur Bonhoeffer-Nervenklinik in Reinickendorf stand ein Omnibus zur Verfügung.
Am 17. Februar 1949 wurde Coper der erste gewählte Vorsitzende des Allgemeinen Studenten-Ausschusses (AStA) der Freien Universität Berlin (FU), sein Vorgänger Rögner-Francke war kommissarisch bestimmt worden. Nach dem Physikum, dem Staatsexamen, danach anderthalbjähriger Pflichtassistenz bei Bantelheimer in Moabit, folgte 1952 die Promotion bei Hans Herken in Pharmakologie; danach war Coper bei ihm wissenschaftlicher Assistent. Während eines 6-Wochen-Aufenthaltes in Genf bei Monier führte er dort Experimente mit α-, β- und γ-Isomeren des Hexachlorcyclohexans durch.
1962 folgte seine Habilitation über Hexachlorcyclohexane, seine Arbeiten zum γ-Hexachlorcyclohexan, Lindan, führten später mit zum Verbot des Insektizides.
1967 erhielt er einen Ruf als Professor an die FU und wurde Direktor des – von Selbach und Herken initiierten – deutschlandweit ersten Instituts für Neuropsychopharmakologie an der Freien Universität, der erste Inhaber eines Lehrstuhls für Neuropsychopharmakologie in Deutschland überhaupt (was er bis zu seiner Emeritierung 1994 blieb). 1968 begann seine Zusammenarbeit mit May, dem Direktor der Akademie der Wissenschaften in Krakau, die er mit Stanislaw Wolfarth und Krystyna Ossowska fortsetzte. Für seine Verdienste um die Aussöhnung zwischen Deutschland und Polen wurde Helmut Coper von der polnischen Akademie der Wissenschaften Krakau mit der Kopernikus-Medaille geehrt.
Während der Studentenunruhen wurde Coper 1969 nicht Mitglied der Notgemeinschaft für eine Freie Universität, die ihm zu einseitig aggressiv war. Obwohl auch er die 68er-Revolte für ein Unglück hielt, war er gegen die Polarisierung und nahm stattdessen eine vermittelnde Position ein.
1970 bis 1980 war er mit einer kurzen Unterbrechung Mitglied des Kuratoriums der FU, 1971 bis 1973 Vorsitzender des Fachbereichs Nervenklinische Medizin und später Dekan des Fachbereichs Universitätsklinikum Charlottenburg.
Coper ging am 1. April 1994 in den Ruhestand.

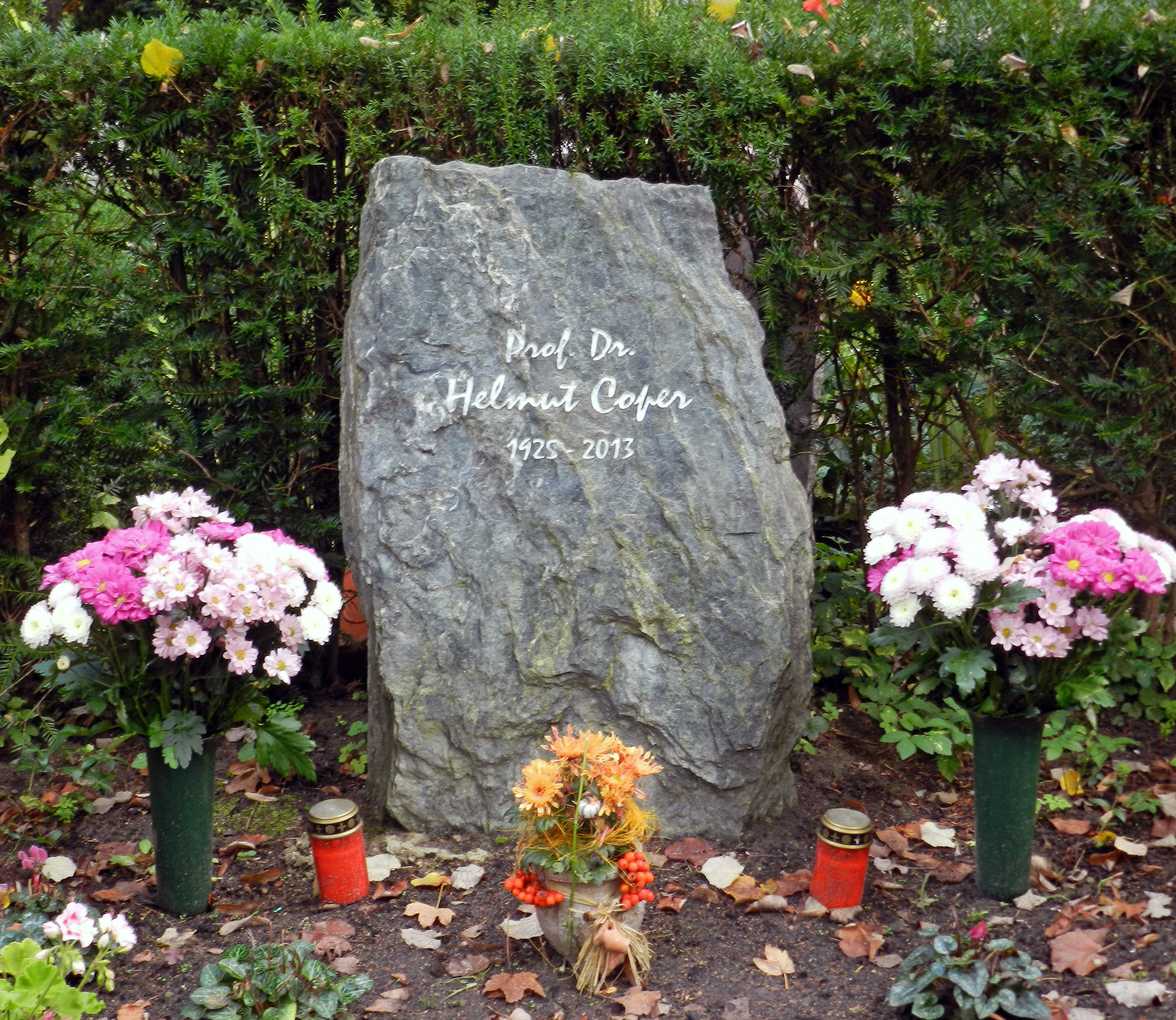
Grab auf dem Friedhof Nikolassee

Copers Grab befindet sich auf dem Friedhof Nikolassee.

## Wissenschaftliche Tätigkeit
Im Mittelpunkt seiner wissenschaftlichen Tätigkeit standen die Gerontologie und die Suchtforschung. Schwerpunkt seiner wissenschaftlichen Arbeiten waren langfristige Veränderungen im Zentralnervensystem, die sich im Verlauf des Alterns und der Abhängigkeitsentwicklung ergeben. 1979 schrieb der Spiegel (Nr. 23): „Bis heute, so resümierte Helmut Coper, Neuropharmakologe an der Freien Universität Berlin, könne kein Medikament den natürlichen Alterungsprozeß aufhalten. Vermeintliche Wirkung entpuppe sich als vorübergehender Scheineffekt. In manchen Fällen schadeten Geriatrika sogar, weil sie kranke Alte von einer notwendigen Therapie abhielten.“
Helmut Coper engagierte sich umfangreich für die Entwicklung der Suchtforschung in Deutschland. Nach der deutschen Wiedervereinigung versuchte er, gemeinsam mit dem Ost-Berliner Pharmakologen Peter Oehme, einen Gesamtberliner Suchtforschungsverbund aufzubauen. Dieser sollte interdisziplinär die klinische, biomedizinische, epidemiologische und präventive Suchtforschung Berlins zusammenführen – unter Ausbau der internationalen Kooperation nach Ost- und Westeuropa. Dieser Ansatz fand umfangreiche Zustimmung, konnte jedoch nicht erfolgreich abgeschlossen werden.
1998 wurde ihm der Verdienstorden des Landes Berlin verliehen.

## Publikationen
Coper publizierte über 100 Artikel zu unterschiedlichen medizinischen Themen.

### Monographien (Auswahl)
- Helmut Coper; Hans Rommelspacher: Benzodiazepine. Standortbestimmung und Perspektiven. Urban und Fischer, München 1988.
- Dieter Bente; Helmut Coper; Siegfried Kanowski: Hirnorganische Psychosyndrome im Alter. Springer, 1987.
- Dieter Bente; Helmut Coper; Siegfried Kanowski: Hirnorganische Psychosyndrome im Alter II. Methoden zur Objektivierung pharmakotherapeutischer Wirkungen. Springer, 1988.
- Helmut Coper; H. Heimann; Siegfried Kanowski: Hirnorganische Psychosyndrome im Alter III. Springer, 1988.
- Helmut Coper; Gert Schulze: Pharmakotherapie im Alter. Urban und Fischer, München 1982.